# Gwarm
Gwarm a Csillagok háborúja univerzumának egyik szereplője.

## Leírása
Gwarm a weequay fajhoz tartozó férfi kalóz és Hondo Ohnaka bandavezér jobbkeze. Magassága 192 centiméter. bőrszíne vörös és sárga, míg szemszíne barna. Nem a legokosabb a weequayok között, azonban igen hűséges Hondóhoz.
Mindig egy régi típusú lézerpuskát hord magával. A puska elején egy rezgőtőr ül.

## Élete
22 BBY-ben Gwarm, Hondo Ohnaka kalózbandájával együtt, elmegy a Felucia nevű bolygóra, hogy megdézsmálják a bennszülött farmerek nysillin termését. Gwarm és támadó csapata meghökkennek, mikor látják, hogy nem csak a farmerek ellen kell fellépniük, hanem az azok által felfogadott fejvadászok ellen is. A farmereken és fejvadászokon kívül három jedi is ott van; a jedik űrhajója lezuhant erre a bolygóra, ilyenformán segítségükre tudnak lenni a farmereknek. A csatázás végén Gwarm észreveszi, hogy egy szikla szélén Hondo szinte Anakin Skywalker kezébe/fogságába kerül, és visszavonulást rendel, hogy főnöke segítségére induljon. Így a weequayok üres kézzel térnek haza, Florrumra.
20 BBY-ben Gwarm és Hondo kalózbandája megtámadnak egy űrhajót, amelyben jedi beavatottak vannak, hogy megszerezhessék a fénykardok készítéséhez szükséges kristályokat.

## Megjelenése a filmekben
A „Star Wars: A klónok háborúja” című televíziós sorozat négy részében szerepel Gwarm: a 2. évad 17. részében „Fejvadászok” (Bounty Hunters), az 5. évad 7. „Az erő próbája” (The Test of Strength), a 8. „Kötelék a mentésért” (Bound for Rescue) és a 9. „Egy szükséges kötelezettség” (A Necessary Bond) részeiben.